# Championnat d'Uruguay de football 1950
Navigation
Édition précédente Édition suivante
La 48e édition du championnat d'Uruguay de football est remportée par le Club Nacional de Football. C’est le vingtième et unième titre de champion du club. Le Nacional l’emporte avec deux points d’avance sur Club Atlético Peñarol. Rampla Juniors Fútbol Club complète le podium.
Un système de promotion/relégation est en place : le dernier du championnat est automatiquement remplacé par le premier du championnat Intermedia, la deuxième division uruguayenne. Montevideo Wanderers Fútbol Club et Club Atlético Bella Vista terminent ex æquo à la dernière place du championnat. Un match de barrage est organisé. Après les matchs aller-retour, les deux équipes sont toujours à égalité. Un dernier match est organisé, mais il se solde par un match nul deux buts partout. Un tirage au sort est alors mis en place. Club Atlético Bella Vista est relégué en deuxième division et est remplacé par Defensor Sporting Club qui fait son retour dans l’élite après un an d’absence.
Tous les clubs participant au championnat sont basés dans l’agglomération de Montevideo.
Juan Orlandi (Club Nacional) termine avec 14 buts en 18 matchs meilleur buteur du championnat. 

## Les clubs de l'édition 1950
| \| Montevideo: · Bella Vista · Danubio Fútbol Club · Central · Club Atlético Cerro · Wanderers · Nacional · Peñarol · Liverpool · Club Atlético Progreso · River Plate · Rampla Juniors Montevideo \| Localisation des clubs engagés dans le championnat. |
| Montevideo: · Bella Vista · Danubio Fútbol Club · Central · Club Atlético Cerro · Wanderers · Nacional · Peñarol · Liverpool · Club Atlético Progreso · River Plate · Rampla Juniors Montevideo                                                           |

| Club                             | Stade | Capacité | Ville      |
| -------------------------------- | ----- | -------- | ---------- |
| Club Atlético Bella Vista        | -     | -        | Montevideo |
| Danubio Fútbol Club              | -     | -        | Montevideo |
| Central Español Fútbol Club      | -     | -        | Montevideo |
| Club Atlético Cerro              | -     | -        | Montevideo |
| Liverpool Fútbol Club            | -     | -        | Montevideo |
| Montevideo Wanderers Fútbol Club | -     | -        | Montevideo |
| Club Nacional de Football        | -     | -        | Montevideo |
| Club Atlético Peñarol            | -     | -        | Montevideo |
| Rampla Juniors Fútbol Club       | -     | -        | Montevideo |
| Club Atlético River Plate        | -     | -        | Montevideo |

## Compétition

### Classement
Le classement est établi sur le barème de points suivant : victoire à 2 points, match nul à 1, défaite à 0.
| Rang | Équipe                      | Pts | J  | G  | N | P  | Bp | Bc | Diff |
| ---- | --------------------------- | --- | -- | -- | - | -- | -- | -- | ---- |
| 1    | Club Nacional de Football   | 30  | 18 | 14 | 2 | 2  | 52 | 18 | +34  |
| 2    | Club Atlético Peñarol T     | 28  | 18 | 12 | 4 | 2  | 39 | 21 | +18  |
| 3    | Rampla Juniors Fútbol Club  | 22  | 18 | 10 | 2 | 6  | 35 | 26 | +9   |
| 4    | Central Español Fútbol Club | 21  | 18 | 8  | 5 | 5  | 37 | 28 | +9   |
| 5    | Club Atlético Cerro         | 18  | 18 | 9  | 0 | 9  | 37 | 38 | -1   |
| 6    | Danubio Fútbol Club         | 15  | 18 | 5  | 5 | 8  | 25 | 33 | -8   |
| 7    | Liverpool Fútbol Club       | 15  | 18 | 6  | 3 | 9  | 28 | 41 | -13  |
| 8    | Club Atlético River Plate   | 13  | 18 | 4  | 5 | 9  | 24 | 36 | -12  |
| 9    | Montevideo Wanderers        | 9   | 18 | 2  | 5 | 11 | 25 | 40 | -15  |
| 10   | Club Atlético Bella Vista   | 9   | 18 | 3  | 3 | 12 | 20 | 41 | -21  |

| Légende : Qualifications et relégations | Légende : Qualifications et relégations |
| --------------------------------------- | --------------------------------------- |
|                                         | Champion d’Uruguay                      |
|                                         | Relégué en deuxième division            |
|                                         | T : Tenant du titre P : Promus          |

### Barrages de relégation
| barrage match aller | Club Atlético Bella Vista | 2-1 | Montevideo Wanderers |  |  |
|                     |                           |     |                      |  |  |

| barrage match retour | Montevideo Wanderers | 1-0 | Club Atlético Bella Vista |  |  |
|                      |                      |     |                           |  |  |

| barrage match d’appui | Club Atlético Bella Vista | 2-2 | Montevideo Wanderers |  |  |
|                       |                           |     |                      |  |  |

Bella Vista est relégué en Intermedia après un tirage au sort effectué au terme du match d’appui.

## Bilan de la saison
| Championnat d'Uruguay de football 1950 |                                       |
| Champion                               | Club Nacional de Football (21e titre) |
| Promotions et relégations              |                                       |
| Promus en Primera División             | Defensor Sporting Club                |
| Relégués en Intermedia                 | Club Atlético Bella Vista             |

## Statistiques

### Meilleur buteur
1. Juan Orlandi (Nacional), 14 buts.